# Dioicodendron
Dioicodendron é um género botânico pertencente à família Rubiaceae.
Inclui uma só espécie: Dioicodendron dioicum (K.Schum. & K.Krause) Steyerm. (1963).